# Adam Baynes
Adam Baynes (1622-1671) var parlamentsledamot för Leeds under protektoratet.